# Landtagswahl in Niedersachsen 2003
- SPD: 63
- Grüne: 14
- FDP: 15
- CDU: 91

Die Wahl zum 15. Niedersächsischen Landtag fand am 2. Februar 2003 statt. Gewählt wurde in 100 Wahlkreisen. Die Mindestanzahl der zu vergebenen Sitze im Niedersächsischen Landtag betrug 155. Für jedes anfallende Überhangmandat kam zusätzlich ein Ausgleichsmandat hinzu, so dass die Gesamtzahl der Mandate im Parlament immer ungerade ist.

## Amtliches Endergebnis
| Listen                                                                | Listen            | Erststimmen | Erststimmen | Erststimmen | Erststimmen | Zweitstimmen | Zweitstimmen | Zweitstimmen | Zweitstimmen | Mandate | Mandate |
| Listen                                                                | Listen            | Stimmen     | %           | +/-         | Mandate     | Stimmen      | %            | +/-          | Mandate      | Anzahl  | +/-     |
| --------------------------------------------------------------------- | ----------------- | ----------- | ----------- | ----------- | ----------- | ------------ | ------------ | ------------ | ------------ | ------- | ------- |
|                                                                       | CDU               | 2.077.689   | 52,2        | +13,9       | 91          | 1.925.055    | 48,3         | +12,4        | –            | 91      | +29     |
|                                                                       | SPD               | 1.441.971   | 36,3        | –12,4       | 9           | 1.330.156    | 33,4         | –14,6        | 54           | 63      | –20     |
|                                                                       | FDP               | 176.862     | 4,4         | +1,1        | –           | 323.107      | 8,1          | +3,3         | 15           | 15      | +15     |
|                                                                       | B’90/Grüne        | 234.414     | 5,9         | –1,3        | –           | 304.532      | 7,6          | +0,6         | 14           | 14      | +2      |
|                                                                       | Schill            | 19.419      | 0,5         | N/A         | –           | 40.342       | 1,0          | N/A          | –            | –       | –       |
|                                                                       | PDS               | 14.605      | 0,4         | +0,2        | –           | 21.560       | 0,5          | +0,5         | –            | –       | –       |
|                                                                       | Die Republikaner  | 1.152       | 0,0         | –0,9        | –           | 17.043       | 0,4          | –2,3         | –            | –       | –       |
|                                                                       | GRAUE             | 589         | 0,0         | ±0,0        | –           | 10.724       | 0,3          | +0,1         | –            | –       | –       |
|                                                                       | PBC               | 2.984       | 0,1         | ±0,0        | –           | 7.819        | 0,2          | ±0,0         | –            | –       | –       |
|                                                                       | ödp               | –           | –           | –0,1        | –           | 3.671        | 0,1          | ±0,0         | –            | –       | –       |
|                                                                       | BüSo              | 1.455       | 0,0         | N/A         | –           | –            | –            | N/A          | –            | –       | –       |
|                                                                       | FAMILIE           | 868         | 0,0         | N/A         | −           | –            | –            | N/A          | –            | –       | –       |
|                                                                       | Einzelbewerber    | 5.197       | 0,1         | –0,2        | −           | –            | –            | –            | –            | –       | –       |
| Gesamt                                                                | Gesamt            | 3.977.205   | 100         |             | 100         | 3.984.009    | 100          |              | 83           | 183     | +26     |
|                                                                       |                   |             |             |             |             |              |              |              |              |         |         |
| Ungültige Stimmen                                                     | Ungültige Stimmen | 58.812      | 1,5         | –0,4        |             | 52.008       | 1,3          | –0,1         |              |         |         |
| Wähler                                                                | Wähler            | 4.036.017   | 67,0        | –6,8        |             | 4.036.017    | 67,0         | –6,8         |              |         |         |
| Wahlberechtigte                                                       | Wahlberechtigte   | 6.023.636   |             |             |             | 6.023.636    |              |              |              |         |         |
|                                                                       |                   |             |             |             |             |              |              |              |              |         |         |
| Quellen: Niedersächsisches Landesamt für Statistik: Stimmen – Mandate |                   |             |             |             |             |              |              |              |              |         |         |

- Überhangmandate: 14 (CDU).
- Ausgleichsmandate: 14, davon 10 SPD, 2 FDP und 2 B’90/Grüne.

## Ausgangssituation
Bei dieser Landtagswahl stellte sich die SPD-Alleinregierung unter Ministerpräsident Sigmar Gabriel erstmals der Wiederwahl. Gabriel hatte das Ministerpräsidentenamt 1999 von seinem Vorgänger Gerhard Glogowski übernommen, der wiederum erst im Oktober 1998 Ministerpräsident geworden war, nachdem sein Vorgänger Gerhard Schröder zum Bundeskanzler gewählt worden war.
Für die CDU trat zum dritten Mal Christian Wulff als Spitzenkandidat an, der bei den Landtagswahlen 1994 und 1998 Gerhard Schröder unterlegen war.
Überlagert wurde die Landtagswahl von bundespolitischen Aspekten: Bundeskanzler Schröder, von 1990 bis 1998 selbst Ministerpräsident in Niedersachsen, war im Oktober 2002 als Bundeskanzler wiedergewählt worden.
Der Start in seine zweite Amtszeit wurde in den Medien fast durchgehend als suboptimal bis missglückt bezeichnet, so dass sich ein bundesweiter Negativtrend zulasten der SPD entwickelte.

## Ergebnis
Die SPD verlor ihre absolute Mehrheit und musste nach dreizehn Jahren Regierungsverantwortung wieder in die Opposition.
Christian Wulff konnte eine schwarz-gelbe Regierung bilden und wurde so im dritten Anlauf Ministerpräsident von Niedersachsen.
Sigmar Gabriel wurde Oppositionsführer.